# NGC 2353
NGC 2353 (również OCL 567) – gromada otwarta znajdująca się w gwiazdozbiorze Jednorożca. Odkrył ją William Herschel 10 stycznia 1785 roku. Jest położona w odległości ok. 3,8 tys. lat świetlnych od Słońca i zawiera w przybliżeniu 30 gwiazd. Jej wiek szacuje się na 125 milionów lat.